# Ludwig V. (Bayern)

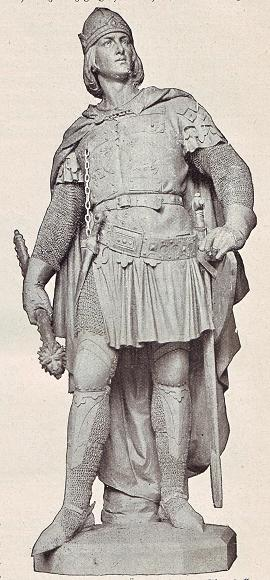
Denkmal in der Berliner Siegesallee von Ernst Herter, 1899

Ludwig der Brandenburger (* Mai 1315; † 18. September 1361 in Zorneding bei München) war ein deutscher Regent. Er war Markgraf von Brandenburg (seit 1323, als Ludwig I. oder auch Ludwig der Ältere), Regent der Grafschaft Tirol (seit 1342, als Ludwig I.) und Herzog von (Ober-)Bayern (seit 1347, als Ludwig V.). Er war der älteste Sohn von Herzog, König und Kaiser Ludwig IV. dem Bayern  aus dessen erster Ehe mit Beatrix von Schlesien-Schweidnitz.

## Zeitgeschichtlicher Hintergrund
Mit Ludwigs Vater Ludwig IV. dem Bayern stellten die Wittelsbacher 1314 erstmals den römisch-deutschen König. Ludwig der Bayer, der sich erst nach langem Ringen gegen seinen Konkurrenten Friedrich den Schönen aus dem Hause Habsburg durchgesetzt hatte, baute die Hausmacht seiner Familie planvoll aus: Zusätzlich zu den angestammten Besitzungen in Bayern und der Pfalz erwarb er die Mark Brandenburg und Tirol sowie Holland, Seeland und den Hennegau. Nach seinem Tod 1347 fielen diese Gebiete an seine sechs Söhne Ludwig V. den Brandenburger, Stephan II., Ludwig den Römer, Wilhelm I., Albrecht I. und Otto V.
Das Todesjahr Ludwigs IV., 1347, stellt einen Einschnitt in der Geschichte Europas dar. Eine Pestepidemie, genannt der Schwarze Tod, verbreitete sich auf dem ganzen Kontinent. Zu den verheerenden ökonomischen und demografischen Auswirkungen der Pest kam der 1337 ausgebrochene Hundertjährige Krieg zwischen England und Frankreich. Der Einfluss der Kirche, die sich 1378 im Avignonesischen Schisma für vier Jahrzehnte spaltete, ging zurück. Wegen dieser Entwicklungen spricht man für die Zeit, in der Ludwig geboren wurde, auch von der Krise des Spätmittelalters.

## Leben

### Frühe Jahre als Markgraf von Brandenburg
Ludwig wurde 1323 gegen die Ansprüche des sächsischen Askaniers Rudolf von seinem Vater mit der Mark Brandenburg belehnt, was das Brandenburgische Interregnum beendete. Sein Vormund wurde Graf Berthold VII. von Henneberg, da er selbst erst acht Jahre alt war. Als erstes wurden die verschiedenen Teile der Mark von unterschiedlichen Fürsten mit diplomatischen Mitteln und größeren Zahlungen neu erworben, die diese nach dem Aussterben der märkischen Askanier unter ihre Kontrolle gebracht hatten. 
1324 heiratete Ludwig V. Prinzessin Margarete von Dänemark (1305–1340), um die Position der Wittelsbacher im Norden weiter zu stärken. Dennoch war die wittelsbachische Regierung über Brandenburg von Anfang an von schweren Spannungen geprägt. Bischof Stephan II. von Lebus unterstützte offen König Władysław I. Ellenlang, der mit polnischen und litauischen Truppen in die Neumark einfiel. Als Vergeltung ließen die Wittelsbacher im Jahre 1325 den Bischofssitz und die Kathedrale in Göritz durch den Lebuser Landeshauptmann Erich von Wulkow zerstören, und der Bischof floh. Im Bistum Cammin wurde ein Gegenbischof gewählt, und der neue Bischof von Brandenburg wurde vom Papst nicht anerkannt. Um 1325 erschlugen Berliner und Cöllner Bürger Propst Nikolaus von Bernau, der als Parteigänger des Papstes gegen die Wittelsbacher auftrat; daraufhin verhängte der Papst über beide Städte ein Interdikt. In der Folge kam es zum Pommersch-Brandenburgischen Krieg. Nach der verlorenen Schlacht am Kremmer Damm 1332 wurde Ludwig durch seinen Vater bewogen, den Frieden anzunehmen und seine Ansprüche auf Pommern fallen zu lassen.
Seit 1333 regierte Ludwig selber mündig in der Mark. Zwar stützte er sich weiterhin auf landfremde Helfer, es kam jedoch auch zu einer Annäherung an die brandenburgischen Stände. 1335/36 und 1346/47 unternahm Ludwig Preußenfahrten. 1338 wirkte Ludwig am Kurverein von Rhense mit, der die Position seines Vaters im Kampf mit dem Papsttum stärkte. Mit Hilfe Johanns III. von Holstein brachte Ludwig 1340 seinen Schwager Waldemar IV. Atterdag auf den dänischen Thron. Auch nach dem Tod Margaretes von Dänemark im selben Jahr unterhielt Ludwig gute Beziehungen zum dänischen Hof; 1347 schlug Ludwig seinen ehemaligen Schwager persönlich zum Ritter. Seit 1342 hielt sich Ludwig dann allerdings meist in Bayern und Tirol auf und ließ die Mark durch Statthalter regieren. Einer davon (1345) war der Nürnberger Burggraf Johann II., der später als erster Hohenzoller in Brandenburg bezeichnet wurde. Die finanziellen Belastungen durch den Markgrafen für seine Konsolidierungspolitik in Brandenburg und nun auch Tirol riefen wachsenden Widerstand der Stände in Brandenburg hervor.

### Regentschaft in der Grafschaft Tirol
Nach dem Tode seiner ersten Frau Margarete von Dänemark hatte Ludwig am 10. Februar 1342 in Meran Margarete von Tirol geheiratet, obwohl diese noch nicht von ihrem bisherigen Gatten Johann Heinrich von Luxemburg geschieden war. So sollte die Grafschaft Tirol für die Wittelsbacher erworben werden. Margarete hatte im November 1341 ihren luxemburgischen Gemahl Johann Heinrich aus Tirol vertrieben.
Papst Clemens VI. erkannte die Ehe nicht an, da Margarete und Ludwig auch noch im dritten Grad miteinander verwandt waren. Aus diesen Gründen wurden sie gebannt und ein Interdikt über das Land Tirol verhängt. Marsilius von Padua und William von Ockham verteidigten jedoch in Traktaten diese „Zivilehe“, die in Europa als Skandal in aller Munde, jedoch im Gegensatz zur ersten Ehe Margaretes mit Kindern gesegnet war.
Ludwig der Brandenburger setzte sich dennoch gegen den Widerstand des einheimischen Adels und der Bischöfe von Brixen und Trient als Regent de iure uxoris in Tirol durch. Im so genannten Großen Tiroler Freiheitsbrief 1342 hatten Ludwig und sein Vater, Kaiser Ludwig der Bayer, den Tirolern ihre Rechte und Freiheiten bestätigt.
Im Thronstreit zwischen seinem Vater Ludwig dem Bayern und dem neuen luxemburgischen Gegenkönig Karl IV. seit 1346 gelang es Ludwigs Frau Margarete im Frühjahr 1347 einen Angriff Karls IV. auf Schloss Tirol zurückzuschlagen, während Ludwig auf Preußenfahrt war. Auf dem Rückzug vom gescheiterten Kriegszug ließ Karl die Städte Meran und Bozen aus Rache niederbrennen, bevor Ludwig den Luxemburger aus Tirol erfolgreich vertrieb.
Unterstützt wurde Ludwigs Verwaltung in Tirol dabei von Konrad von Teck, der als Landeshauptmann in Tirol für den Wittelsbacher wirkte, während dieses Amt in Brandenburg Friedrich von Lochen ausübte, was für Ludwig dort ähnlich bedeutsam war.

### Herzog von Bayern und Kämpfe in Brandenburg
Im Oktober 1347 folgte Ludwig seinem verstorbenen Vater gemeinsam mit seinen fünf Brüdern als Herzog des seit Dezember 1340 wiedervereinigten Bayern. Daneben hielten die Brüder die niederländischen Grafschaften Holland, Zeeland und Hennegau.
Durch den Bann des Papstes konnte sich Ludwig nach dem Tode seines Vaters nicht selbst um die Kaiserkrone bewerben und versuchte zunächst, Eduard III. von England als Gegenkönig zu gewinnen, mit dem sich bereits sein Vater verbündet hatte. Am 10. Januar 1348 wurde König Eduard III. in Lahnstein zum Gegenkönig gewählt, er verzichtete aber schon am 10. Mai endgültig auf die römisch-deutsche Krone. Verhandlungen mit Ludwigs Schwager Friedrich von Meißen über eine Kandidatur waren ebenfalls nicht erfolgreich. Auch wenn das Königtum des von der wittelsbachischen Partei schließlich gewählten Günther von Schwarzburg schon 1349 scheiterte, gelang es Ludwig letztlich erfolgreich, die wittelsbachischen Interessen gegen Karl IV. zu verteidigen, und er konnte alle von seinem Vater erworbenen Besitzungen bis zu seinem Tode für die Wittelsbacher behaupten.
In Brandenburg wurde jedoch zunächst der „falsche Woldemar“ 1348 vom neuen König Karl IV. mit der Mark Brandenburg belehnt, was den Konflikt der Wittelsbacher mit den Luxemburgern noch weiter verschärfte. In Brandenburg kam es zu Kämpfen und schweren Verwüstungen. 36 brandenburgische Städte huldigten dem falschen Woldemar 1349 in der Spandauer Zitadelle. Nachdem aber Ludwig, gestärkt durch seinen Bund mit Dänemark und Pommern, in Brandenburg wieder Boden gewonnen hatte, lenkte Karl IV. im Februar 1350 ein, sodass es zu einer Einigung kam (Vertrag von Bautzen). Im Gegenzug erkannten nun die Wittelsbacher Karl als neuen König an und verpflichteten sich, ihm die Reichskleinodien auszuliefern. Um 1350 wurde Woldemar schließlich auch offiziell als Betrüger enttarnt, behielt aber weiter seinen Anhang. Im März erhielt Karl die Reichskleinodien.
Das bayerische Erbe wurde 1349 im Landsberger Vertrag geteilt; Ludwig V. und seine Halbbrüder Ludwig VI. und Otto V. erhielten Oberbayern, Stephan II., Wilhelm I. und Albrecht I. Niederbayern und die Niederlande. Als Ludwig V. ab 1351 allein in Oberbayern regierte, vereinigte er die Hofkanzleien von Bayern und Tirol und residierte abwechselnd in München und Meran.
In den Jahren 1349 und 1352 erließ Ludwig zwei Wirtschaftsordnungen, die die Folgen des Schwarzen Todes überwinden helfen sollten. Er erwies sich auch als fähiger Administrator. Ende 1349 – während der Pestepidemie – wurde die blutige Vertreibung der Juden aus Nürnberg von Karl IV. nicht verhindert. Ludwig V. gestattete jedoch am 18. Juni 1352 die Wiederansiedlung von Juden in Oberbayern und stellte sie unter seinen Schutz. Bereits 1285 hatte ein Pogrom in München stattgefunden, bei dem fast die ganze damalige jüdische Gemeinde ermordet wurde. Auch hier folgte Ludwig V. der Politik seines Vaters, der während seiner Herrschaft die Juden schützte und förderte.

### Aufgabe der Mark Brandenburg und Streit um die Kurwürde
Im Dezember 1351 gab Ludwig, der mit dem brandenburger Adel ohnehin in Konflikt lag, dann schließlich im Luckauer Vertrag die Mark an seine jüngeren Halbbrüder Ludwig VI. den Römer und Otto V. ab, um im Gegenzug Oberbayern alleine regieren zu können. Nach Abtretung der Mark Brandenburg an seine Brüder behielt Ludwig das Kurrecht, das mit seinen beiden Brüdern Ludwig dem Römer und Otto V. gemeinsam ausgeübt werden sollte, sowie das Erzkämmereramt. 1356 legten jedoch die Kurfürsten fest, dass diese Ämter untrennbar mit der Mark Brandenburg und ihrer Kurwürde verbunden seien und somit Ludwigs Bruder Ludwig dem Römer zustünden.
Auch wurde mit der Goldenen Bulle von 1356 abgesehen von Brandenburg die bayerische Linie der Wittelsbacher nicht mit der Kurwürde bedacht, die an die pfälzischen Vettern ging, was zum völligen Auseinanderleben beider Linien führte und den Konflikt Ludwigs mit Kaiser Karl IV. wieder neu aufleben ließ. Die Goldene Bulle ignorierte die hausinternen Regelungen der Wittelsbacher zur Teilnahme an der Königswahl. Der Pfalzgraf bei Rhein erhielt die Kurstimme und das Amt des Erztruchsess auch, weil sein Territorium im alten fränkischen Siedlungsgebiet lag. Ludwig V. und sein Bruder Stephan II. waren den Nürnberger Hoftagen ferngeblieben, auf denen die Goldene Bulle beraten und verkündet wurde.

### Bündnis mit den Habsburgern
Gute Beziehungen hatte Ludwig dagegen stets mit den Habsburgern, die 1356 bei der Vergabe der Kurwürde ebenfalls leer ausgegangen waren. Ludwig verpfändete den Habsburgen sogar zeitweise Teile Oberbayerns, um Schulden zu begleichen. Nach der zweiten Belagerung Zürichs durch den Habsburger Herzog Albrecht II. war es durch die Vermittlung Ludwigs zwischen den Konfliktparteien am 1. September 1352 zu dem nach ihm benannten Friedensabkommen gekommen. Im Brandenburger Frieden wurde der Luzernerbund mit den Waldstätten und Zürich auch von Österreich förmlich anerkannt. Andererseits wurden durch Vermittlung der Habsburger Ludwig V. und seine Frau Margarete schließlich 1359 aus Anlass der Heirat ihres Sohnes Meinhard III. mit einer Habsburgerin durch den Freisinger Bischof Paul von Jägerndorf vom Bann gelöst. Damit wurde Ludwigs Ehe mit Margarete und die Ehelichkeit ihrer Kinder nun auch von der Kurie anerkannt, nachdem Margarete bereits zehn Jahre zuvor im Juli 1349 rechtmäßig von ihrem ersten Ehemann geschieden worden war. Ludwigs voller Titel zu dieser Zeit (1357) lautete: „Ludweig marggraf ze Brandenburg vnd ze Lusitz, hertzog in Beyern vnd in Kernten, graf ze Tyrol vnd ze Gœrtz“.

### Tod und Nachfolge
Im September 1361 starb Ludwig V. unerwartet auf einem Ritt von Tirol nach München im bayrischen Zorneding, das daher noch heute sein Wappen trägt. Er wurde in der Frauenkirche in München beigesetzt. Sein Sohn Meinhard wurde sein Nachfolger in Oberbayern und Tirol. Da dieser jung starb, fiel das Land Tirol 1363 zurück an Margarete, die es dann dem Habsburger Rudolf IV. von Österreich verschrieb. Stephan II. akzeptierte diese Lösung nicht, so dass es zu einer langjährigen bewaffneten Auseinandersetzung um Tirol kam. Um Oberbayern kam es zum hausinternen Streit mit dem brandenburgischen Kurfürsten Ludwig, da es Stephan mit Hilfe der Stände nach Meinhards Tod gegen die Erbverträge der Wittelsbacher ebenfalls an sich riss.

## Heiraten und Nachkommen
Herzog Ludwig V. heiratete am 30. November 1324 in Dänemark die Prinzessin Margarete von Dänemark (1305–1340), Tochter König Christophs II. und seiner Gattin Prinzessin Eufemia von Pommern. Aus der Ehe stammt nur eine Tochter, Elisabeth Beatrix (*/† ?).
Am 10. Februar 1342 heiratete er in zweiter Ehe auf Schloss Tirol die Tiroler Erbgräfin Margarete (1318–1369). Aus der Ehe gingen vier Kinder hervor:
- Hermann (1343– spätestens 1360);
- Meinhard (frühestens 1344–1363) ⚭ 1359 in Passau Herzogin Margarete von Österreich (1346–1366), Tochter Herzog Albrechts II. und der Erbgräfin Johanna von Pfirt;
- Tochter (*/† ?);
- Tochter (*/† ?).

Gräfin Margarete hatte Mitte September 1330 in Innsbruck den Markgrafen Johann Heinrich von Mähren geheiratet. Diese Ehe wurde 1341 vom Kaiser für nichtig (nicht vollzogen) erklärt und 1359 vom Papst annulliert.

## Darstellungen
Standbild Ludwigs von Ernst Herter in der Berliner Siegesallee mit den beiden Büsten Johann von Buch der Jüngere und Johann II., Burggraf von Nürnberg, enthüllt am 7. November 1899 als Denkmalgruppe 10. (Siehe oben)

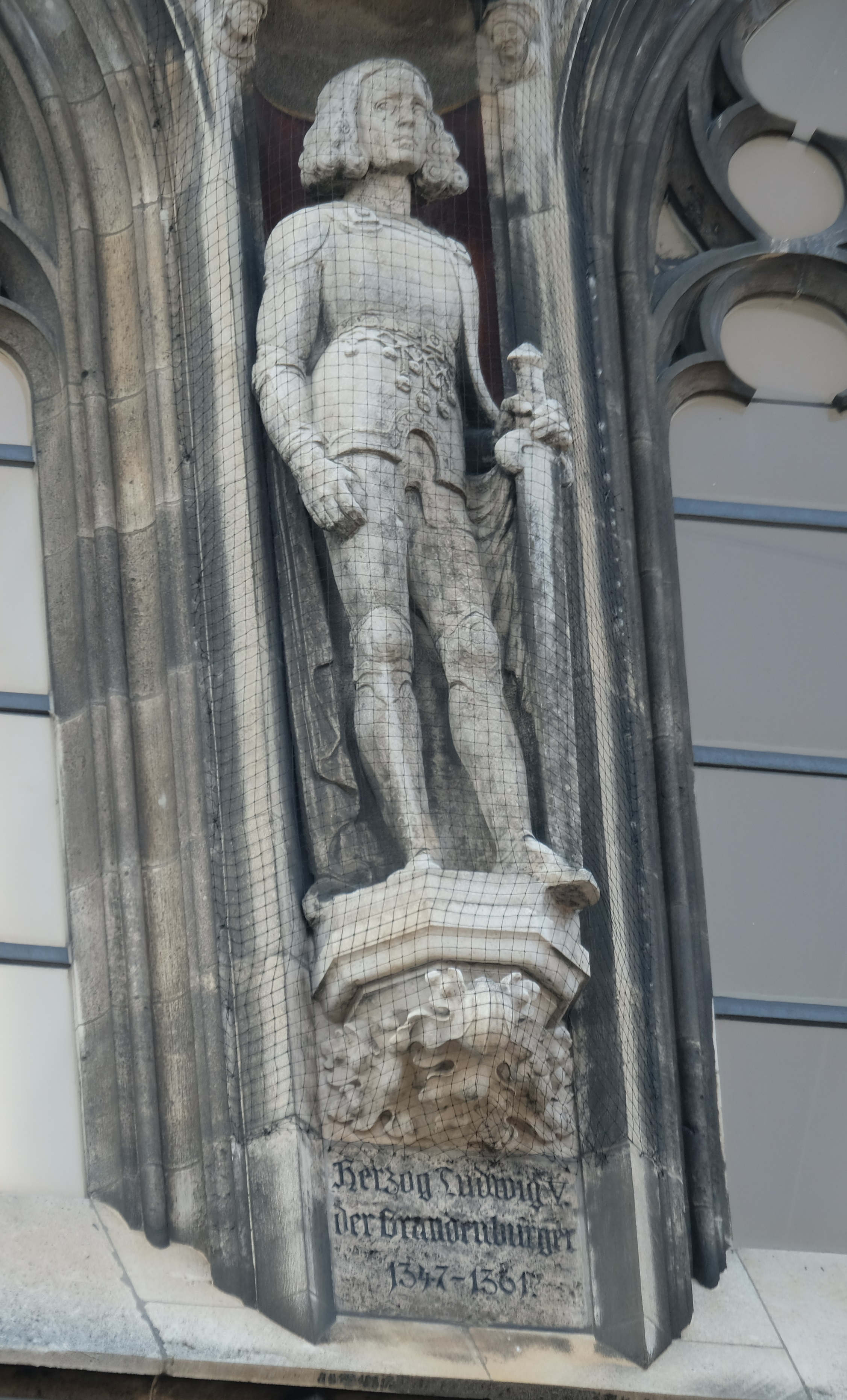
Statue am Münchner Rathaus